# جورج برنز
جورج برنز (بالإنجليزية: George Burns)‏ (مواليد 20 يناير 1896 - الوفاة 9 مارس 1996) هو ممثل أمريكي بدأ مسيرته الفنية عام 1902. كما أنه من الفائزين بجوائز الأوسكار.

## الأعمال

### أفلام
- فتيان الشروق

## وصلات خارجية
- جورج برنز على موقع IMDb (الإنجليزية)
- جورج برنز على موقع الموسوعة البريطانية (الإنجليزية)
- جورج برنز على موقع ألو سيني (الفرنسية)
- جورج برنز على موقع ميوزك برينز (الإنجليزية)
- جورج برنز على موقع أول موفي (الإنجليزية)
- جورج برنز على موقع قاعدة بيانات برودواي على الإنترنت (الإنجليزية)
- جورج برنز على موقع قاعدة بيانات الأفلام السويدية (السويدية)
- جورج برنز على موقع إن إن دي بي (الإنجليزية)
- جورج برنز على موقع ديسكوغز (الإنجليزية)
- جورج برنز على موقع قاعدة بيانات الفيلم (الإنجليزية)

- الموقع الإلكتروني